# فاغنر لوف
فاغنر سيلفا دي سوزا (بالبرتغالية: Vágner Love) المعروف باسم فاغنر لوف، من مواليد 11 يونيو 1984 في ريو دي جانيرو في البرازيل، لاعب كرة قدم برازيلي.
بدأ مسيرته الكروية مع نادي بالميراس في عام 2002، ولعب معهم حتى عام 2004، وشارك معهم في 20 مباراة وسجل 11 هدف. انتقل إلى روسيا لمدة 8 سنوات (2004 2012) قبل أن يعود مجددا للبرازيل. سنة 2016 اشتراه فريق موناكو الفرنسي حيث يمارس حاليا.
منذ عام 2003 وهو يلعب مع منتخب البرازيل لكرة القدم.

## روابط خارجية
- فاغنر لوف على موقع الاتحاد الدولي (مؤرشف)  (الإنجليزية)
- فاغنر لوف على موقع الاتحاد الأوربي (الإنجليزية)
- فاغنر لوف على موقع اتحاد تركيا (لاعب) (الإنجليزية)
- فاغنر لوف على موقع إي إس بي إن إف سي (الإنجليزية)
- فاغنر لوف على موقع قاعدة بيانات كرة القدم.إي يو (الإنجليزية)
- فاغنر لوف على موقع ليكيب (الفرنسية)
- فاغنر لوف على موقع ناشيونال فوتبول تيمز (الإنجليزية)
- فاغنر لوف على موقع Soccerbase.com (لاعب) (الإنجليزية)
- فاغنر لوف على موقع Soccerway.com (الإنجليزية)
- فاغنر لوف على موقع عالم كرة القدم.نت (الإنجليزية)